# Georg Zöphel

Georg Zöphel

Karl Georg Zöphel (* 6. Oktober 1869 in Reichenbach im Vogtland; † 13. April 1953 in München) war ein deutscher Politiker (Nationalliberale Partei, DDP) und langjähriger Präsident der Creditreform.

## Familie
Zöphels Vater war der Reichenbacher Kaufmann Albert Zöphel. Seine Mutter Katharina Pauline Schleber (1850–1928) war eine Nichte des Firmengründers der Färbereien und Appreturanstalten Georg Schleber AG in Reichenbach. Sein jüngerer Bruder Arno starb bereits mit dreizehn Jahren an Typhus.
Er war seit 1899 mit seiner Cousine Léonie Schleber (* 1876) verheiratet. Aus dieser Ehe gingen drei Söhne und eine Tochter hervor.

## Leben und Beruf
Nach dem Abitur auf dem König-Albert-Gymnasium in Leipzig studierte Zöphel, der evangelisch-lutherischen Glaubens war, von 1888 bis 1892 in Leipzig, München und Freiburg im Breisgau Rechtswissenschaften. 1892 wurde er zum Doktor der Rechte promoviert. Er arbeitete zunächst als Syndikus für verschiedene wirtschaftliche Verbände und ließ sich daneben 1898 als Rechtsanwalt in Leipzig nieder. Im Jahr 1900 wurde er Präsident des Verbandes der Vereine Creditreform in Schkeuditz und übte dieses Amt aus, bis er von den Nationalsozialisten 1936 zum Rücktritt gezwungen wurde.
Nach dem Zweiten Weltkrieg war er erneut für die Creditreform tätig und gründete am 31. August 1947 in Neuss die „Creditreform Zentralverwaltung e. V.“ als Grundlage für die Verlegung des Vereins nach Westdeutschland.

## Parteimitglied und Abgeordneter
Im Kaiserreich gehörte Zöphel der Nationalliberalen Partei an. Zöphel war von 1907 bis 1918 Landtagsabgeordneter im Königreich Sachsen. Im Gegensatz zur Mehrheit seiner Parteifreunde beteiligte er sich 1918 nicht an der Gründung der DVP, sondern ging zur linksliberalen DDP. 1919/20 gehörte er der Weimarer Nationalversammlung an. Im Gegensatz zur Mehrheit der DDP-Abgeordneten stimmte er dort am 22. Juni 1919 für die Unterzeichnung des Friedensvertrages von Versailles. 

„Man erzählte, dass er zur Weimarer Reichsverfassung eine Reihe von Änderungsanträgen stellte, die sich nur auf Satzzeichen bezogen, (…) Dazu kam, dass Zöphel als Redner nicht wirkte. (…) So erklärte es sich, dass Dr. Zöphel von der Demokratischen Partei, (…) , nicht wieder als  Sitzbewerber aufgestellt wurde. Die Demokraten zogen ihm den Leipziger Geschichtsprofessor Dr. phil. Walter Götz, (…) , vor. Das nahm Dr. Zöphel sehr übel. Er trat kurze Zeit vor dem Abstimmungstage (4. Mai 1924) zur Deutschen Volkspartei über und wendete sich in den Leipziger Neuesten Nachrichten an die Wählerschaft mit der Aufforderung, nicht für Dr. Walter Götz, sondern für den Sitzbewerber der Deutschen Volkspartei zu stimmen. Die Demokratische Partei kennzeichnete diese Aufforderung Zöphels als „Parther-Pfeil“. (…) . Trotz des Zöphelschen Partherpfeils wurde Dr. Walter Götz gewählt. Die Deutsche Volkspartei ist in der Folgezeit auf eine Kandidatur Zöphel nicht zugekommen.“

## Schriften
- Die Verfassung des Deutschen Reiches vom 11. August 1919. Kurz erläutert und mit kritischen Hinweisen versehen. Späth & Linde, Berlin 1920.